# Oost-Tirol
Oost-Tirol is een gedeelte van de Oostenrijkse deelstaat Tirol, dat van de rest van Tirol wordt gescheiden door de deelstaat Salzburg en Italiaans grondgebied. Toen Zuid-Tirol in 1918 aan Italië kwam, werd Oost-Tirol een Tiroolse exclave. Het gebied vormt één district (Bezirk) van Tirol, Lienz, tevens de naam van de belangrijkste plaats in het gebied, de stad Lienz. Oost-Tirol heeft 50.121 inwoners (2008) en een oppervlakte van 2019,87 km².
Het Tauerngebergte vormt in het noorden de natuurlijke barrière met het Salzburgerland. De Drau is de voornaamste rivier in Oost-Tirol: zij komt via het Pustertal in het zuidwesten het gebied binnen, passeert Lienz en verlaat Tirol in het zuidoosten. Alle andere dalen in Oost-Tirol (Iseltal, Virgental, Defereggental) komen uiteindelijk uit in het dal van de Drau, alleen gebeurt dat vanuit het Lesachtal in het uiterste zuidoosten pas op het grondgebied van de buurstaat Karinthië.
Oost-Tirol geniet door zijn ligging ten zuiden van het Tauernmassief evenals Karinthië een relatief mild klimaat.